# Sam Graddy
Sam Graddy (Samuel Louis „Sam“ Graddy III.; * 10. Februar 1964 in Gaffney, South Carolina) ist ein ehemaliger US-amerikanischer Sprinter und Olympiasieger.
1983 wurde er bei den Panamerikanischen Spielen in Caracas Dritter im 100-Meter-Lauf und siegte in der 4-mal-100-Meter-Staffel. Nachdem jedoch Juan Núñez des Doping überführt und disqualifiziert wurde, gewann Graddy die Silbermedaille im 100-Meter-Lauf.
Bei den Olympischen Spielen 1984 in Los Angeles gewann er die Silbermedaille über 100 Meter, hinter seinem Landsmann Carl Lewis (Gold) und vor dem Kanadier Ben Johnson (Bronze), sowie die Mannschaftsgoldmedaille in der 4-mal-100-Meter-Staffel zusammen mit seinen Teamkollegen Ron Brown, Calvin Smith und Carl Lewis, vor den Teams aus Jamaika (Silber) und Kanada (Bronze). 1984 gewann Graddy mit 10,28 s zudem noch die nationale Meisterschaft im 100-Meter-Lauf.
Nach der Beendigung seines Studiums an der University of Tennessee verdiente er sich seinen Lebensunterhalt als professioneller Football-Spieler bei den Denver Broncos in der Saison 1987 und 1988. Danach spielte er bei den Los Angeles Raiders von 1990 bis 1992.